# Precenicco
Precenicco is een gemeente in de Italiaanse provincie Udine (regio Friuli-Venezia Giulia) en telt 1506 inwoners (31-12-2004). De oppervlakte bedraagt 26,9 km², de bevolkingsdichtheid is 58 inwoners per km².

## Demografie
Precenicco telt ongeveer 593 huishoudens. Het aantal inwoners daalde in de periode 1991-2001 met 4,9% volgens cijfers uit de tienjaarlijkse volkstellingen van ISTAT.
| Jaar | Inwoneraantal |
| ---- | ------------- |
| 1991 | 1585          |
| 2001 | 1508          |

## Geografie
Precenicco grenst aan de volgende gemeenten: Latisana, Marano Lagunare, Palazzolo dello Stella.
Aiello del Friuli · Amaro · Ampezzo · Aquileia · Arta Terme · Artegna · Attimis · Bagnaria Arsa · Basiliano · Bertiolo · Bicinicco · Bordano · Buja · Buttrio · Camino al Tagliamento · Campoformido · Campolongo al Torre · Carlino · Cassacco · Castions di Strada · Cavazzo Carnico · Cercivento · Cervignano del Friuli · Chiopris-Viscone · Chiusaforte · Cividale del Friuli · Codroipo · Colloredo di Monte Albano · Comeglians · Corno di Rosazzo · Coseano · Dignano · Dogna · Drenchia · Enemonzo · Faedis · Fagagna · Fiumicello · Flaibano · Forgaria nel Friuli · Forni Avoltri · Forni di Sopra · Forni di Sotto · Gemona del Friuli · Gonars · Grimacco · Latisana · Lauco · Lestizza · Lignano Sabbiadoro · Lusevera · Magnano in Riviera · Majano · Malborghetto Valbruna · Manzano · Marano Lagunare · Martignacco · Mereto di Tomba · Moggio Udinese · Moimacco · Montenars · Mortegliano · Moruzzo · Muzzana del Turgnano · Nimis · Osoppo · Ovaro · Pagnacco · Palazzolo dello Stella · Palmanova · Paluzza · Pasian di Prato · Paularo · Pavia di Udine · Pocenia · Pontebba · Porpetto · Povoletto · Pozzuolo del Friuli · Pradamano · Prato Carnico · Precenicco · Premariacco · Preone · Prepotto · Pulfero · Ragogna · Ravascletto · Raveo · Reana del Rojale · Remanzacco · Resia · Resiutta · Rigolato · Rive d'Arcano · Rivignano · Ronchis · Ruda · San Daniele del Friuli · San Giorgio di Nogaro · San Giovanni al Natisone · San Leonardo · San Pietro al Natisone · San Vito al Torre · San Vito di Fagagna · Santa Maria la Longa · Sauris · Savogna di Cividale · Sedegliano · Socchieve · Stregna · Sutrio · Taipana · Talmassons · Tapogliano · Tarcento · Tarvisio · Tavagnacco · Teor · Terzo d'Aquileia · Tolmezzo · Torreano · Torviscosa · Trasaghis · Treppo Grande · Treppo Ligosullo · Tricesimo · Trivignano Udinese · Udine · Varmo · Venzone · Verzegnis · Villa Santina · Villa Vicentina · Visco · Zuglio
1. ↑  https://demo.istat.it/?l=it.